# Стойчо Лазов
Стойчо Лазов Ризов или Стойче Лазев, нарачен Павлешенски, е български революционер, деец на Вътрешната македоно-одринска революционна организация.

## Биография
Стойчо Лазов е роден в 1860 година в светиниколското село Павлешенци, тогава в Османската империя, днес в Северна Македония. Участва в революционното движение още от 1890 година. Присъединява се към ВМОРО след създаването ѝ. Сътрудничи на ръководителите и войводи Гоце Делчев, Дамян Груев, Никола Пушкаров, Коста Нунков, Стойчо Бобев, Атанас Бабата, Кръсто Лазаров. Служи като селски войвода и ръководител на местния комитет, терорист в околията, куриер за пренасяне оръжие, муниции и пропускане на четите. Осем пъти е задържан от властите и има две присъди – една от 15 години и втора от 101 година, като излиза от затвора след амнистия. В затвора е подлаган на мъчения. След палежа на Довезенци и Пчиня участвува в революционната борба със собствена чета. През Илинденското въстание къщата му е обрана и запалена.
На 12 април 1943 година, като жител на Куманово, подава молба за народна пенсия. Както сам пише: „Целото ми имущество дадох за освободителното движение и сега съм напълно глух и негоден за работа. Останах сам, но видех идеала ми осъществен“. Молбата е одобрена и отпусната от Министерския съвет на Царство България.
На 12 януари 1948 година Панзо Соколов, на когото в 1947 година му е отказана илинденска пенсия от югославските власти, моли за преразглеждане на молбата му и за обръщане внимание и на Стойче Лазев.